# ハイルブロン・ヴュルテンベルク室内管弦楽団
ハイルブロン・ヴュルテンベルク室内管弦楽団（Württembergisches Kammerorchesters Heilbronn）は、ドイツ・バーデン＝ヴュルテンベルク州ハイルブロンに本拠を置く室内オーケストラである。

## 概要
1960年にイェルク・フェルバーにより「ハイルブロン管弦楽協会」として設立。1962年4月30日から現在の名称に改められた。長らくフェルバーが指揮者を務めていたが、2002年から2018年までルーベン・ガザリアン、2018年から2024年までケース・スカリオーネ、2024年からリスト・ジューストが首席指揮者を務めている。

レコーディングは、フェルバー指揮フランク・ペーター・ツィンマーマン独奏でモーツァルトのヴァイオリン協奏曲全集、フェルバー指揮マルタ・アルゲリッチ独奏でハイドンとショスタコーヴィチのピアノ協奏曲、フェルバー指揮ジェームズ・ゴールウェイ独奏でJ.S.バッハのフルート協奏曲集などがある。